# Liste der Verfassungen in Deutschland
Dies ist eine Liste der Verfassungen in Deutschland mit Verfassungen bzw. Verfassungsdokumenten in Deutschland bzw. den deutschen Staaten. Aufgenommen sind auch Rechtsdokumente mit unmittelbarer Wirkung auf das Verfassungsleben.

## Napoleonische Zeit
- Rheinbundakte, 12. Juli 1806
- Organisation der Stadt Frankfurt am Main, 10. Oktober 1806
  - Höchstes Organisations-Patent der Verfassung des Großherzogtums Frankfurt, 16. August 1810
- Constitution des Königreichs Westphalen, 7. Dezember 1807
- Constitution Bayerns, 1. Mai 1808
- Verfassung Reuß ältere Linie, 15. März 1809
- Verfassung Sachsen-Weimar-Eisenach, 20. September 1809
- Verfassung Anhalt-Köthen, 28. Dezember 1810
- Kaiserliches Decret, welches die Organisation des Staatsraths und des Collegiums betrifft (Großherzogtum Berg), 15. März 1812
- Nassauische Verfassung von 1814, 2. September 1814

## Deutscher Bund, 1815–1848
- Deutsche Bundesakte, 8. Juni 1815
- Verfassung Schwarzburg-Rudolstadt, 8. Januar 1816
- Verfassung Schaumburg-Lippe, 16. Januar 1816
- Verfassung Waldeck, 19. April 1816
- Verfassung Sachsen-Weimar-Eisenach, 5. Mai 1816
  - Revidierte Verfassung, 15. Oktober 1850
- Konstitutionsergänzungsakte (Freie Stadt Frankfurt), 18. Oktober 1816
- Verfassung Sachsen-Hildburghausen, 19. März 1818
- Verfassungsurkunde für das Königreich Bayern, 26. Mai 1818
- Verfassungsurkunde für das Großherzogtum Baden, 22. August 1818
- Verfassung Liechtenstein, 9. November 1818
- Verfassungsurkunde für das Königreich Württemberg, 25. September 1819
- Verfassung Königreich Hannover, 7. Dezember 1819
- Verfassung Herzogtum Braunschweig, 25. April 1820
- Verfassungsurkunde für das Großherzogtum Hessen, 17. Dezember 1820
- Wiener Schlussakte, 8. Juni 1820
- Verfassung Sachsen-Coburg, 8. August 1821
- Verfassung Sachsen-Meiningen, 14. September 1824
  - Verfassung für Sachsen-Meiningen-Hildburghausen, 23. August 1829
- Verfassungsurkunde für das Kurfürstentum Hessen, 5. Januar 1831
- Verfassungsurkunde für das Königreich Sachsen, 4. September 1831
- Staatsgrundgesetz für das Königreich Hannover, 29. September 1833
  - Landesverfassungsgesetz für das Königreich Hannover, 6. August 1840

## Deutscher Bund und Deutsches Reich, 1848–1851
- Pillersdorfsche Verfassung (Österreich), 25. April 1848
- Reichsgesetz über die Einführung einer provisorischen Zentralgewalt für Deutschland, 28. Juni 1848
- Gesetz über die Grundrechte des deutschen Volkes
- Reichsverfassung für das Kaiserthum Oesterreich, 4. März 1849
- Verfassung des Deutschen Reichs (Frankfurter Reichsverfassung), 28. März 1849
- Staatsgrundgesetz für die Fürstentümer Waldeck und Pyrmont, 23. Mai 1849
- Verfassung des Deutschen Reichs (Erfurter Unionsverfassung), 28. Mai 1849
  - Additionalakte zur Erfurter Unionsverfassung, 26. Februar 1850
- Verfassungsurkunde für den preußischen Staat, 5. Dezember 1849
- Verfassungsurkunde für den preußischen Staat, 31. Januar 1850
- Verfassung von Hessen-Homburg, 3. Januar 1850

## Deutscher Bund, 1851–1866
- Verfassungsurkunde für das Kurfürstentum Hessen, 13. April 1852
- Verfassungsurkunde für das Kurfürstentum Hessen, 30. Mai 1860

## Norddeutscher Bund und Deutsches Kaiserreich, 1866–1918
- Verfassung des Norddeutschen Bundes, 16. April 1867; siehe Novemberverträge:
  - Protokoll, betreffend die Vereinbarung zwischen dem Norddeutschen Bunde, Baden und Hessen über Gründung des Deutschen Bundes und Annahme der Bundesverfassung, 15. November 1870
  - Vertrag, betreffend den Beitritt Bayerns zur Verfassung des Deutschen Bundes, nebst Schlußprotokoll, 23. November 1870
  - Vertrag, betreffend den Beitritt Württembergs zur Verfassung des Deutschen Bundes, nebst dazu gehörigem Protokoll, 25. November 1870
- Verfassung des Deutschen Bundes, 1. Januar 1871
- Verfassung des Deutschen Reiches, 16. April 1871
  - Oktoberreformen, 28. Oktober 1918

## Novemberrevolution und Weimarer Republik, 1918–1933
- Gesetz über die vorläufige Reichsgewalt, 9. Februar 1919
- Verfassung des Deutschen Reiches (Weimarer Reichsverfassung), 11. August 1919
- Verfassungsurkunde des Freistaats Bayern, 14. August 1919
- Verfassung des Volksstaates Hessen, 12. Dezember 1919
- Verfassung des Freistaats Preußen, 30. November 1920
- Verfassung des Landes Thüringen, 11. März 1921
- Verfassung der Freien Stadt Danzig, 13. Mai 1922

## NS-Zeit, 1933–1945
- Verordnung des Reichspräsidenten zum Schutz von Volk und Staat (Reichstagsbrandverordnung), 28. Februar 1933
- Gesetz zur Behebung der Not von Volk und Reich (Ermächtigungsgesetz), 24. März 1933
- Gesetz über den Neuaufbau des Reichs (Gleichschaltungsgesetz), 30. Januar 1934

## Seit 1945
- Verfassung von Württemberg-Baden, 28. November 1946
- Verfassung des Landes Hessen, 1. Dezember 1946
- Verfassung des Freistaates Bayern, 8. Dezember 1946
- Verfassung für Rheinland-Pfalz, 18. Mai 1947
- Verfassung von Württemberg-Hohenzollern, 18. Mai 1947
- Verfassung von Baden, 18. Mai 1947
- Landesverfassung der Freien Hansestadt Bremen, 21. Oktober 1947
- Verfassung des Saarlandes, 15. Dezember 1947
- Grundgesetz für die Bundesrepublik Deutschland, 23. Mai 1949
- Verfassung des Landes Schleswig-Holstein, 13. Dezember 1949
- Verfassung der Deutschen Demokratischen Republik, 7. Oktober 1949
- Verfassung für das Land Nordrhein-Westfalen, 18. Juni 1950
- Verfassung von Berlin, 1. September 1950
- Vorläufige Niedersächsische Verfassung, 13. April 1951
- Verfassung der Freien und Hansestadt Hamburg, 6. Juni 1952
- Verfassung des Landes Baden-Württemberg, 11. November 1953
- Verfassung der Deutschen Demokratischen Republik, 9. April 1968
  - Ergänzung und Änderung, 7. Oktober 1974
- Verfassung von Berlin (Ost), 25. Juli 1990
- Verfassung des Freistaates Sachsen, 27. Mai 1992
- Verfassung des Landes Sachsen-Anhalt, 16. Juli 1992
- Verfassung des Landes Brandenburg, 21. August 1992
- Niedersächsische Verfassung, 1. Juni 1993
- Verfassung des Landes Mecklenburg-Vorpommern, 23. Mai 1993
- Verfassung des Freistaats Thüringen, 25. Oktober 1993
- Verfassung des Landes Mecklenburg-Vorpommern, 15. November 1994
- Verfassung von Berlin, 22. Oktober 1995